# تقويم تل الجزر
تقويم تل الجزر هو لوح صغير من الحجر الجيري به نقش كنعاني مبكر اكتشف عام 1908 من قبل عالم الآثار الأيرلندي آر. أي. ستيوارت ماكاليستري في مدينة تل الجزر على بعد 32 كيلو غرب القدس. يعود تاريخه بشكل عام إلى القرن العاشر قبل الميلاد، يذكر أن أعمال التنقيب كانت غير منتظمة والذي يجعل الاكتشاف في حالة من عدم اليقين بخصوص التاريخ.